# Boris Karloff
William Henry Pratt (Camberwell, Londres, 23 de novembre de 1887 − Midhurst, Sussex, 2 de febrer de 1969), conegut amb el nom artístic de Boris Karloff, fou un actor britànic famós pels seus papers en pel·lícules de terror.

## Vida i carrera[1][2]
Fill d'Edward John Pratt Jr i la seva tercera dona Eliza Sarah Millard, el futur actor va néixer a Camberwell, Londres, i cresqué a Enfield.
Orfe des de molt jove, va estudiar a l'Enfield Grammar School abans de traslladar-se a la Uppingham School, la Merchant Taylors' School, i de forma eventual a la Universitat de Londres.
La primera meta de Karloff era unir-se al servei diplomàtic; el seu germà, Sir John Henry Pratt, va arribar a convertir-se en un famós i distingit diplomàtic. El 1909, Pratt va viatjar al Canadà, on canvià de nom. Per raons de salut, no va combatre en la Primera Guerra Mundial.
Una vegada arribat a Hollywood, Califòrnia, Karloff va participar en nombroses pel·lícules mudes, abans d'aparèixer com el monstre de Frankenstein a Frankenstein (1931), la pel·lícula que el va convertir en estrella i que va rodar gràcies al fet que Béla Lugosi va rebutjar el paper.
Un any després va interpretar un altre dels seus personatges més representatius: Imhotep, a The Mummy.
La seva alçada i l'èxit de Frankenstein el van encasellar en el gènere de terror, en el qual va realitzar nombroses pel·lícules per a la Universal Pictures, encara que va participar en altres gèneres com a La patrulla perduda, de John Ford, el 1934.
Karloff va interpretar al monstre de Frankenstein dues vegades més: La núvia de Frankenstein (1935) i El fill de Frankenstein (1939), amb Lugosi com al boig Igor. Precisament va coincidir amb Lugosi en dos altres títols importants: The Black Cat (1934) i El corb (1935). Són conegudes les llargues sessions de maquillatge amb col·lodió i cotó a les quals va haver de sotmetre's sota la direcció del maquillador Jack Pierce, i l'incòmode vestit i les sabates de plataforma que li van causar uns danys a l'esquena que va arrossegar la resta de la seva vida.
Malgrat els papers que el van fer famós, Karloff va ser reconegut en la seva vida real com un home generós, sobretot amb els nens.
En els seus últims anys va actuar diverses vegades a la televisió. Boris Karloff va morir de pneumònia en el King Edward VII Hospital, Midhurst, Sussex, a l'edat de 81 anys.
Va ser guardonat amb dues estrelles en el llegendari Passeig de la Fama, en el 1737 Vine Street (per les seves pel·lícules) i el 6664 Hollywood Boulevard (per la televisió). Se'l considera un dels grans actors clàssics del cinema de terror, al costat de Lon Chaney Jr. (l'home llop) i Béla Lugosi (Dràcula).

## Filmografia

### Anys 1910
- 1919: The Lightning Raider
- 1919: The Masked Rider: Mexicà al saloon
- 1919: His Majesty, the American de Joseph Henabery: L'espia
- 1919: The prince and Betty, de Robert Thornby: Paper indeterminat

### Anys 1920
- 1920: The Deadlier Sex: Jules Borney
- 1920: The Courage of Marge O'Doone: Tavish
- 1920: The Last of the Mohicans, de Clarence Brown i Maurice Tourneur: Indi
- 1921: The Hope Diamond Mystery: Prior de Kama-Sita / Dakar
- 1921: Without Benefit of Clergy: Ahmed Khan
- 1921: Cheated Hearts: Nei Hamid
- 1921: The Cave Girl: Baptista
- 1922: Nan of the North: Paper indeterminat
- 1922: The Infidel: The Nabob
- 1922: The Man from Downing Street: Maharajah Jehan
- 1922: The Altar Stairs: Hugo
- 1922: The Woman Conquers: Raoul Maris
- 1922: Omar the Tentmaker: Imam Mowaffak
- 1923: The Gentleman from America: Bit Role
- 1923: The Prisoner: Príncep Kapolski
- 1924: The Hellion: The Outlaw
- 1924: Riders of the Plains
- 1924: Dynamite Dan: Tony Garcia
- 1925: Forbidden Cargo: Pietro Castillano
- 1925: The Prairie Wife: Diego
- 1925: Parisian Nights: Pierre
- 1925: Lady Robinhood: Cabraza
- 1925: Never the Twain Shall Meet: Bit Part
- 1925: Perils of the Wild
- 1926: The Greater Glory: Scissors Grinder
- 1926: The Man in the Saddle: Robber
- 1926: Her Honor, the Governador: Snipe Collins
- 1926: The Bells: The Mesmerist
- 1926: The Golden Web: Dave Sinclair
- 1926: Flames: Blackie Blanchette
- 1926: The Eagle of the Sea per Frank Lloyd: Pirata
- 1926: The Nickel-Hopper: ballarí aprofitat
- 1926: Flaming Fury: Gaspard
- 1926: Old Ironsides: Un guarda sarracè
- 1926: Valencia: Bit
- 1927: Let It Rain: Crook
- 1927: The Princessa from Hoboken: Pavel
- 1927: Tarzan and the Golden Lion: Owaza
- 1927: The Meddlin' Stranger: Al Meggs
- 1927: The Phantom Buster: Ramon
- 1927: Soft Cushions: El cap dels conspiradors
- 1927: Two Arabian Knights de Lewis Milestone: el comissari de bord
- 1927: The Love Mart: Fleming
- 1928: Sharp Shooters: Propietari del cafè
- 1928: The Vanishing Rider: El dolent
- 1928: Vultures of the Sea: Grouchy
- 1928: The Little Wild Girl: Maurice Kent
- 1929: Burning the Wind: Pug Doran
- 1929: The Fatal Warning: Mullins
- 1929: The Devil's Chaplain: Boris
- 1929: Two Sisters: Cecil
- 1929: Anne Against the World
- 1929: The Phantom of the North: Jules Gregg
- 1929: Behind That Curtain: el valet de Beetham
- 1929: The King of the Kongo: Scarface Macklin
- 1929: The Unholy Night: Abdul, l'advocat

### Anys 1930
- 1930: The Bad One: Mr Gaston
- 1930: The Sea Bat: Corsari

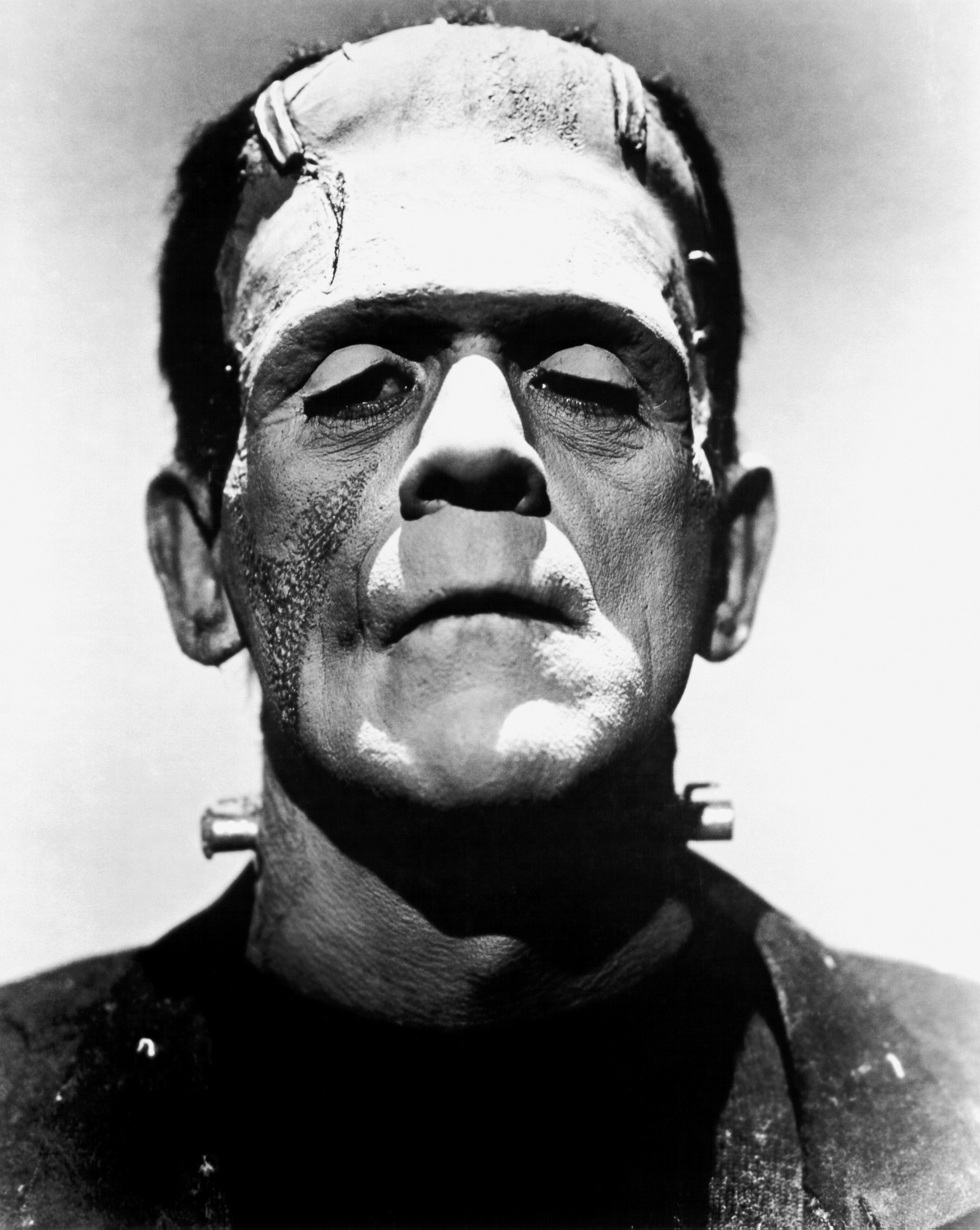
el monstre de Frankenstein 1931

- 1930: The Utah Kid: Henchman Baxter
- 1931: Sous les verrous: El Tigre
- 1931: The Criminal Code de Howard Hawks: Ned Galloway
- 1931: King of the Wild: Mustapha
- 1931: Cracked Nuts: Boris
- 1931: The Vanishing Legion: (veu)
- 1931: Young Donovan's Kid: Cokey Joe
- 1931: Smart Money: Sport Williams
- 1931: The Public Defender: Professor
- 1931: I Like Your Nerve de William C. McGann: Luigi
- 1931: Graft: Joe Terry
- 1931: Five Star Final de Mervyn LeRoy: Rev. T. Vernon Isopod
- 1931: The Yellow Ticket de Raoul Walsh: Infermer
- 1931: The Mad Genius: Pare de Fedor
- 1931: The Guilty Generation: Tony Ricca
- 1931: Frankenstein de James Whale: El monstre
- 1931: Tonight or Never: Criat
- 1932: Behind the Mask: Jim Henderson
- 1932: Business and Pleasure: Xeic
- 1932: Scarface de Howard Hawks: Gaffney
- 1932: The Miracle Man: Nikko
- 1932: Night World: 'Happy' MacDonald
- 1932: The Old Dark House de James Whale: Morgan
- 1932: The Mask of Fu Manchu de Charles Brabin: Dr. Fu Manchu
- 1932: The Mummy: Im-ho-tep, àlias Ardath Bey
- 1933: The Ghoul: Prof. Morlant
- 1934: La patrulla perduda (The Lost Patrol): Sanders
- 1934: The House of Rothschild: comte Ledrantz
- 1934: The Black Cat: Hjalmar Poelzig
- 1934: Gift of Gab: Cameo
- 1935: Bride of Frankenstein: El monstre
- 1935: The Raven: Edmond Bateman
- 1935: The Black Room: baró Gregor de Bergmann / Anton de Bergmann
- 1936: The Invisible Ray, de Lambert Hillyer: Dr. Janos Rukh
- 1936: The Walking Dead: John Ellman
- 1936: Juggernaut: Dr. Victor Sartorius
- 1936: The Man Who Changed His Mind o The Man Who Lived Again: Dr. Laurience
- 1936: Charlie Chan at the Opera: Gravelle
- 1937: Night Key: David Mallory
- 1937: West of Shanghai: General Wu Yen Fang
- 1938: The Invisible Menace: Mr. Jevries, anomenat Dolman
- 1938: Mr. Wong, Detectiu: Mr. James Lee Wong
- 1939: Devil's Island: Dr. Charles Gaudet
- 1939: Son of Frankenstein: El monstre
- 1939: The Mystery of Mr. Wong: James Lee Wong
- 1939: Mr. Wong in Chinatown: Mr. James Lee Wong
- 1939: The Man They Could Not Hang: Dr. Henryk Savaard
- 1939: Tower of London: Mord

### Anys 1940
- 1940: The Fatal Hour: James Lee Wong
- 1940: British Intelligence: Valdar, anomenat Karl Schiller
- 1940: Black Friday: Dr. Ernest Sovac
- 1940: The Man with Nine Lives: Dr. Leon Kravaal
- 1940: Doomed to Die: James Lee Wong
- 1940: Before I Hang: Dr. John Garth
- 1940: El goril·la (The Ape): Dr. Bernard Adrian
- 1940: You'll Find Out: Jutge Spencer Mainwaring
- 1941: The Devil Commands: Dr. Julian Blair
- 1942: The Boogie Man Will Get You: Prof. Nathaniel Billings
- 1944: The Climax: Dr. Friedrich Hohner
- 1944: House of Frankenstein: Doctor Niemann
- 1945: Els lladres de cossos (The Body Snatcher): Cabman John Gray
- 1945: Isle of the Dead: General Nikolas Pherides
- 1946: Manicomi (Bedlam): George Sims
- 1947: La vida secreta de Walter Mitty (The Secret Life of Walter Mitty): Dr. Hugo Hollingshead
- 1947: Lured: Charles van Druten
- 1947: Unconquered: Cap Guyasuta
- 1947: Dick Tracy Meets Gruesome: Gruesome
- 1948: Taps Roots: Tishomingo
- 1949: Cisaruv slavík: Narrador, versió EUA (veu)
- 1949: Abbott and Costello Meet the Killer, Boris Karloff: Swami Talpur

### Anys 1950

#### cinema
- 1951: The Strange Door: Voltan
- 1952: Coronel March Investigates: Coronel March
- 1952: The Black Castle: Dr. Meissen
- 1953: Abbott and Costello Meet Dr. Jekyll and Mr. Hyde: Dr. Henry Jekyll / Mr. Hyde
- 1954: Il Mostro dell'isola: Don Gaetano
- 1954: Sabaka: General Pollegar
- 1957: L'illa del vodú (Voodoo Island): Phillip Knight
- 1958: The Juggler of Our Lady: Narrador
- 1958: Grip of the Strangler: James Rankin
- 1958: Frankenstein - 1970: Baron Victor von Frankenstein
- 1958: Corridors of Blood: Dr. Thomas Bolton

#### televisió
- 1951: Tales of Tomorrow (sèrie)
- 1954-1956: les aventures del Coronel March: Coronel Perceval March (sèrie, 21 episodis)
- 1955: A Connecticut Yankee: Rei Arthur

### Anys 1960

#### cinema
- 1963: El corb (The Raven) (1963): Dr. Scarabus
- 1963: El terror (The Terror): Baron Victor Frederick Von Leppe
- 1963: I Tre volti della paura Gorca (segment The Wurdala)]
- 1964: The Comedy of Terrors: Amos Hinchley
- 1964: Bikini Beach: The Art Dealer
- 1965: Die, Monster, Die!: Nahum Witley
- 1966: The Ghost in the Invisible Bikini: Hiram Stokely
- 1966: The Daydreamer: The Rat (veu)
- 1967: The Venetian Affair: Dr. Pierre Vaugiroud
- 1967: The Sorcerers: Prof. Marcus Monserrat
- 1968: House of Evil: Matthias Morteval
- 1968: Curse of the Crimson Altar: Prof. John Marshe
- 1968: Targets: Byron Orlok
- 1969: Mad Monster Party?: Baron Boris von Frankenstein (veu)

#### televisió
- 1960: The Secret World of Eddie Hodges: Capità Hook
- 1962: The Paradine Case: Jutge Lord Thomas Horfield
- 1966: How the Grinch Stole Christmas!: Narrador / El Grinch
- 1966: The Wild Wild West, (sèrie) - Temporada 2 Episodi 2: The Night of the Golden Cobra, d'Irving J. Moore: Mr. Singh

### Anys 1970
Filmografia postuma
- 1970: El col·leccionista de cadàvers: Charles Badulescu
- 1971: La Muerte viviente: Carl van Molder / Damballah
- 1971: The Incredible Invasion: Prof. John Mayer
- 1972: The Fear Chamber: Dr. Carl Mandel